# 須崎勝彌
須崎 勝彌 （すさき かつや、1922年1月1日 - 2015年1月9日）は、日本の脚本家・小説家。日本統治時代の朝鮮京城府生まれ。鹿児島県出身。別名義に須崎 勝弥。

## 経歴
父が三菱鉱業に勤め、京城支社にいる頃に生まれる。1941年（昭和16年）、両親が相次いで亡くなったため郷里の鹿児島県串木野市に帰る。1943年（昭和18年）に東北大学法学部を卒業。在学中に学徒出陣で出水海軍航空隊に少尉で任官。沖縄戦線に出撃するなどをして茨城県百里海軍航空隊で終戦を迎えた。
1947年（昭和22年）に新東宝へ助監督として入社。1952年（昭和27年）の『明日は日曜日』（大映）が脚本家デビュー作であった。1953年（昭和28年）に新東宝を退社し、大映東京撮影所と脚本契約。1955年（昭和30年）に東宝に入社。東宝では、戦記映画を多く手掛けた。1969年（昭和44年）にフリーとなる。
日本シナリオ作家協会のシナリオ功労賞（第16回）を受賞。
2015年（平成27年）1月9日、慢性腎不全のため死去。93歳没。

## 脚本

### 映画
- 明日は日曜日（1952年）
- 人間魚雷回天（1955年）
- 潜水艦イ-57降伏せず（1959年）
- 太平洋の翼（1963年）
- 青島要塞爆撃命令（1963年）
- 太平洋奇跡の作戦 キスカ（1965年）
- あゝ零戦（1965年）
- あゝ同期の桜（1967年）※中島貞夫と共作
- 連合艦隊司令長官 山本五十六（1968年）
- あゝ陸軍隼戦闘隊（1969年）
- 潮騒（1975年）
- 大空のサムライ（1976年）
- 春のおとずれ（1977年）
- 連合艦隊（1981年）

### テレビ番組

#### テレビドラマ
- まりっぺ先生（1958年、日テレ）
- 孤愁（1960年、フジ）
- つむじ風（1961年、日テレ）
- 青年の樹（1961年、東京放送）

#### テレビ映画
- 特別機動捜査隊（1961年、日本教育テレビ）
- 天下を取る（1964年、日テレ）
- 戦国群盗伝（1964年、フジ）
- 青春とはなんだ（1965年、日テレ）
- これが青春だ（1966年、日テレ）
- 東京バイパス指令（1968年、日テレ / 国際放映）
- 坊っちゃん（1970年、日テレ / 松竹）
- 江戸川乱歩シリーズ 明智小五郎（1970年、東京12チャンネル / 東映）
- おれは男だ! 第38話「北風に向かって突っ走れ！」（1972年、日テレ / 松竹）
- 特捜最前線 第40話「初指令・北北東へ急行せよ！」（1978年、ANB / 東映）

## 著書
- カミカゼの真実（光人社）
- 真珠湾再考 二階級特進の周辺（光人社）
- 蒼天の悲曲 学徒出陣（光人社）
- 大地を駈ける青春（ルック社）